# Мала Уча
Мала Уча́ (рос. Малая Уча, удм. Шупшади) — присілок в Малопургинському районі Удмуртії, Росія.
Урбаноніми:
- вулиці — Садова

## Населення
Населення — 106 осіб (2010; 85 в 2002).
Національний склад станом на 2002 рік:
- удмурти — 99 %